# Friedrichsberg (Steigerwald)
Der Friedrichsberg ist ein 473 m ü. NHN hoher Berg im Steigerwald. Er liegt im östlichen Teil des Landkreises Kitzingen in Unterfranken.

## Geographische Lage
Der Berg liegt im westlichen Teil des Steigerwalds und ragt, ähnlich wie der Schwanberg, vom vorgelagerten Mainfranken hervor. Dadurch wirkt er vor allem von der Westseite sehr markant. Auf dem Berg befindet sich die Einöde Friedrichsberg. Am Fuße des Berges liegt der Weinort Abtswind.

## Geschichte
Der Berg wurde erstmals im Jahr 1735 besiedelt. Der Casteller Graf Johann Friedrich zu Castell-Rüdenhausen errichtete dort das Schloss Friedrichsberg als Sommersitz und Jagddomizil. Nach der Auflösung der Grafschaft entwickelte sich der Friedrichsberg zu einem beliebten Ausflugsziel für die Gäste aus den Städten der Umgebung.

## Sehenswürdigkeiten

### Jagdschloss
Am Berg befindet sich das Jagdschloss Friedrichsberg. Dieses ließ Johann Friedrich Graf und Herr zu Castell-Rüdenhausen erbauen.

### Steinbruch
An den westlichen Steilkanten des Berges befinden sich riesige Sandsteinbrüche, die Balthasar Neumann dreimal besucht hat, um dort die besten Steine für die Würzburger Residenz auszusuchen.

### Sendemast

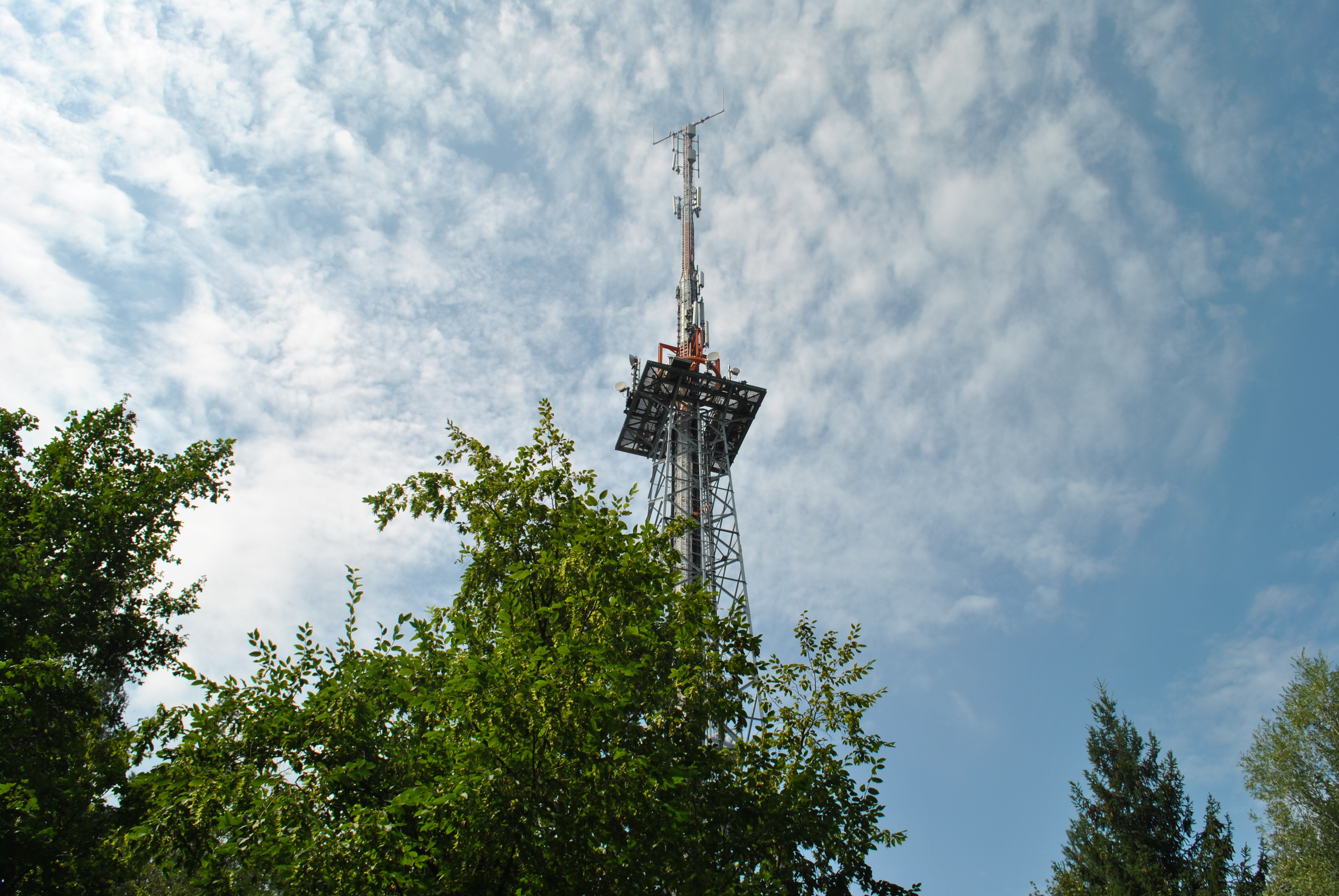
Der Sendemast auf dem Friedrichsberg

Auf dem Berg befindet sich ein Sendemast mit einem Bunker darunter, möglicherweise eine ehemalige RV-Stelle (Richtfunkverbindungsstellen) des Warndienstes.

## Wanderwege
Auf den Friedrichsberg führen die Fernwanderwege Keltenerlebnisweg, Steigerwald-Panoramaweg, Johann-Ludwig-Klarmann-Weg und der Wanderweg Roter Flieger.

## Weinanbau
An den Westhängen des Berges befindet sich ein großes und bekanntes Weinanbaugebiet. Die Lagen Abtswinder Altenberg und Greuther Bastel in der Großlage Abtswinder Schild sind hier zu finden.